# VARSX
VARSX(ヴァーズエックス)とは2000年からバンダイより発売されていた有線式遠隔操作による競技用ロボットの形をした玩具である。
ロボットコンテストのコンセプトを導入した物でオプションパーツを交換することにより機能を強化したり様々な形態に発展させる事が可能だった。また、これを題材にした漫画がコミックボンボンで連載されていた。従来ロボット競技にはある程度の生産設備や電気、機械工学の知識、工作技術が必要で小中学生にとっては入りにくい分野であったが、これにより入門しやすくなった。ロボコンマガジンでも紹介された。
コンテナを奪って自チームの陣地内に持ってくるというルールだった。
有線式のため、ケーブルが他のロボットと混戦した時絡まって動けなくなる場合があった。モーターは各機種とも3台だった。
玩具としての販売面においては不振で各地のホビーショップで値引き販売された。
玩具とはいえロボット競技に必要な基本的な要素が盛り込まれておりこの玩具を機にロボット競技に入門し、この分野を志した物もいる。

## 種類
1. V-01 ANTRIKER(アントライカー)
2. V-02 PIKTIVE(ピクティブ)
3. V-03 BOARFANG (ボアファング)
4. V-01S ライノライカー
5. V-02S スコルピオブースト